# 법정 (2006년 영화)
법정(Bamako, The Court)은 미국에서 제작된 압데라만 시사코 감독의 2006년 드라마 영화이다. 에이사 마이가 등이 주연으로 출연하였다.

## 출연

### 주연
- 에이사 마이가
- 티쿠라 트라오레
- 메이무나 헬렌 디아라

### 조연
- 대니 글로버